# Holger Arppe

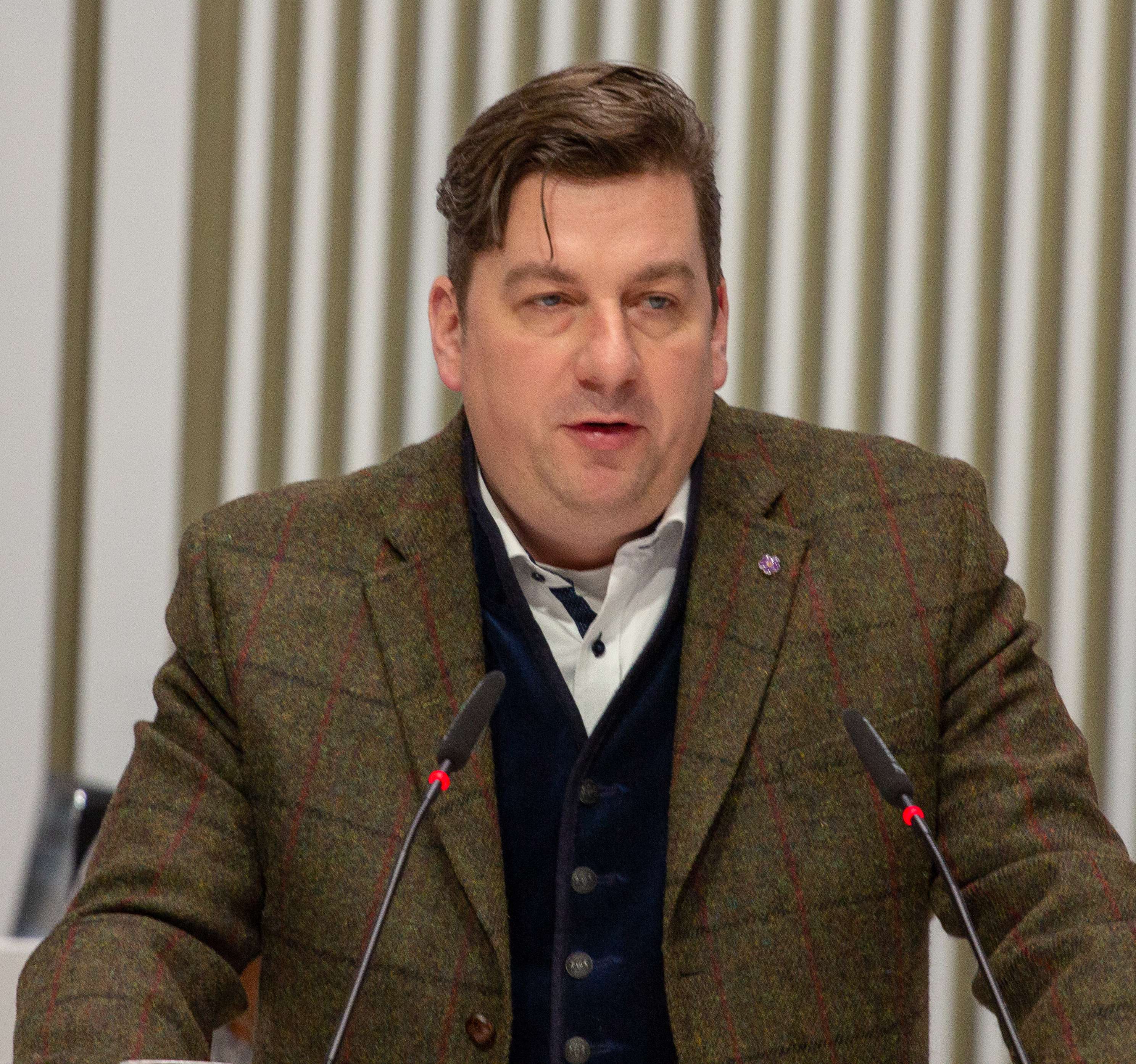
Holger Arppe, 2019

Holger Arppe (* 14. April 1973 in Rostock) ist ein deutscher Politiker (parteilos, zuvor Alternative für Deutschland). Er war 2014 einer der beiden Landessprecher der AfD in Mecklenburg-Vorpommern und war von 2016 bis 2021 Abgeordneter im Landtag des Landes Mecklenburg-Vorpommern. Nachdem Journalisten rassistische, pädophile, gewaltpornografische und -verherrlichende Ausfälle Arppes anhand von Chatprotokollen aufgedeckt hatten, verließ er Ende August 2017 die Fraktion und wurde nach einem rechtskräftigen Urteil im September 2018 aus der Partei ausgeschlossen.

## Leben
Nach dem Wehrdienst in der Bundeswehr absolvierte Arppe eine Lehre als Offsetdrucker. Er betreibt in Rostock ein Ladengeschäft, dessen Räumlichkeiten er auch für Veranstaltungen nutzt, u. a. zum Thema Homosexualität. Seit 2011 bemüht er sich um einen Sitz in der Synode der Evangelisch-Lutherischen Kirche in Norddeutschland.
Arppe ist offen homosexuell und wohnt zusammen mit seinem Lebensgefährten in Rostock.

## Politische Laufbahn
Von Juli 2014 bis Juli 2019 war Arppe Mitglied der Rostocker Bürgerschaft und der Ortsteilvertretung Schmarl.
Von Februar bis November 2014 war er einer der beiden Landessprecher der AfD in Mecklenburg-Vorpommern. Beim Landesparteitag Ende November 2014 trat er nicht erneut an. Zu seinem Nachfolger wurde Leif-Erik Holm gewählt. Auf dem Landesparteitag in Güstrow 2015 kandidierte er neben Leif-Erik Holm, Matthias Manthei und Petra Federau für die Vorstandsspitze, unterlag aber in einer Kampfabstimmung. Er wurde jedoch als Beisitzer in den Landesvorstand gewählt, in dem er bis November 2016 verblieb.
Bei der Landtagswahl in Mecklenburg-Vorpommern 2016 kandidierte Arppe erfolglos als Direktkandidat für den Landtagswahlkreis Hansestadt Rostock III, zog aber über die Landesliste der AfD in den Landtag ein. Dort war er  stellvertretender Vorsitzender sowie kirchen- und kulturpolitischer Sprecher seiner Fraktion, die ihn auch als Mitglied des Kuratoriums der Landeszentrale für politische Bildung bestimmte.

### Politische Positionierung und deren Kommunikation
Im Mai 2015 wurde Arppe für einen 2009 in einem Internetforum getätigten und vom Amtsgericht Rostock als menschenverachtend bewerteten Kommentar wegen Volksverhetzung zu einer Geldstrafe von 90 Tagessätzen à 30 Euro verurteilt. Sowohl die Staatsanwaltschaft als auch Arppes Anwalt legten Berufung gegen das Urteil ein. Die Berufungsinstanz, das Landgericht Rostock, verurteilte Arppe im Mai 2018 erneut wegen Volksverhetzung (90 Tagessätze à 100 € Geldstrafe).
Arppe sympathisiert mit der rechtsextremen Identitären Bewegung. Er forderte während des Landtagswahlkampfes 2016 auf einer Veranstaltung des Compact-Magazins ein Ende der „Distanzeritis“ gegenüber der Identitären Bewegung und Pegida.
Nach Bekanntwerden eines Tatverdächtigen im Mordfall Maria Ladenburger verhöhnte Arppe im Dezember 2016 den Vater der getöteten Studentin per Tweet. Politiker anderer Parteien kritisierten Arppe für die politische Instrumentalisierung der Tat, woraufhin Arppe seine Äußerungen zu relativieren versuchte.
Arppe gehörte auch zu den AfD-Politikern, die auf Vermittlung des Rechtsextremen Manuel Ochsenreiter an inoffiziellen Wahlbeobachtermissionen in ehemaligen Sowjetrepubliken teilgenommen haben. Im Jahr 2017 war er dafür mit Enrico Komning und Thomas Rudy sowie Abgeordneten der Freiheitlichen Partei Österreichs Teilnehmer der Delegation, die angab, ein Referendum in der Republik Bergkarabach beobachten zu wollen.

### Parteiausschluss und Strafverfahren
Am 31. August 2017 wurde durch Recherchen von NDR und taz bekannt, dass sich Arppe in nicht-öffentlichen Facebook-Chats, die er unter anderem mit seinen Fraktionskollegen Sandro Hersel und Thomas de Jesus Fernandes führte, beleidigend und rassistisch gegenüber Journalisten, Kritikern und Parteikollegen geäußert hatte. Ferner bezeichnete er Deutschland als faschistischen Apartheidsstaat und fantasierte über die Hinrichtung politischer Gegner nach einer Machtübernahme sowie die Vergewaltigung von Männern, Frauen und Kindern.
So hatte er 2015 geschrieben, man müsse „durch ständige Stichelei das System […] destabilisieren“. Anschließend müsse man „erst mal das ganze rotgrüne Geschmeiß aufs Schafott schicken. Und dann das Fallbeil hoch und runter, dass die Schwarte kracht! […] Wir müssen ganz friedlich und überlegt vorgehen, uns gegebenenfalls anpassen und dem Gegner Honig ums Maul schmieren, aber wenn wir endlich soweit sind, dann stellen wir sie alle an die Wand“; „Grube ausheben, alle rein und Löschkalk oben rauf.“ Zudem soll er über den wegen der Vorbereitung einer schweren rechtsextremen staatsgefährdenden Gewalttat unter Verdacht stehenden, ihm aus der Rostocker Bürgerschaft bekannten ehemaligen FDP-Abgeordneten Jan Hendrik Hammer gesagt haben: „Der Typ würde perfekt in unsere Reihen passen. Er hasst die Linken, hat einen gut gefüllten Waffenschrank in der Garage und lebt unter dem Motto: Wenn die Linken irgendwann völlig verrückt spielen, bin ich vorbereitet.“ Des Weiteren äußerte Arppe auch pädophile und kannibalistische Phantasien.
Arppe ließ eine diesbezügliche Presseanfrage von taz und NDR vom 29. August unbeantwortet, erklärte jedoch am 31. August in der Jungen Freiheit, er verzichte nicht auf sein Landtagsmandat, trete aber mit sofortiger Wirkung aus Partei und Landtagsfraktion aus, um Schaden von der AfD vor der Bundestagswahl 2017 abzuwenden. Diese Rücktrittsankündigung zog Arppe jedoch Ende September 2017 wieder zurück. Der Vorstand der AfD Mecklenburg-Vorpommern leitete daraufhin zwar Ende September 2017 ein Parteiausschlussverfahren gegen Arppe ein, auf dem Landesparteitag wenige Wochen später aber wurde dieser, der auch von den Mitgliedern der AfD-Landtagsfraktion weiterhin Unterstützung erfuhr, sogar als Landesvorsitzender vorgeschlagen.
Aus Gremien der Rostocker Bürgerschaft war Arppe schon Anfang September 2017 einstimmig abgewählt worden.
Im Oktober 2017 animierte Arppe, diesmal auf seiner Website, indirekt zur Gewaltanwendung gegen politisch Andersdenkende und attackierte insbesondere den für Die Linke im Landtag von Mecklenburg-Vorpommern tätigen Abgeordneten Peter Ritter.
Mitte Oktober 2017 erteilte der Landtag Mecklenburg-Vorpommern auf Empfehlung des parlamentarischen Rechtsausschusses einstimmig in Arppes Abwesenheit die Genehmigung zur Fortführung der Strafverfolgung gegen ihn und hob damit die Immunität des Abgeordneten auf. Dies geschah auf Antrag des Landgerichtes Rostock, bei dem am 30. April 2018 das Berufungsverfahren wegen Volksverhetzung gegen Arppe eröffnet wurde. Im Mai 2018 wurde Arppe vom Landgericht Rostock wegen Volksverhetzung zu einer Geldstrafe in Höhe von 90 Tagessätzen à 100 € verurteilt.
Im Juni 2018 gab das Landesschiedsgericht der AfD einem Antrag des Landesvorstands statt, Arppe aus der Partei auszuschließen. Im September 2018 lehnte das Bundesschiedsgericht eine Berufung ab, sodass der Parteiausschluss rechtskräftig wurde.

### Pädophile Gewaltphantasien und Anklage wegen Volksverhetzung
2017 wurden Chat-Protokolle von Arppe geleakt. Laut Spiegel handelt es sich dabei um Kopien von Arppes privaten Facebook-Nachrichten aus den Jahren 2011 bis 2017 im Umfang von rund 12.000 Seiten. Darin schreibt er, dass man „auf so’ner Springburg (…) schön ficken“ kann (…) „Hunderte Kinder und deren Familien stehen um die Hüpfburg herum und gucken. Dann wollen die Kinder alle mitspielen. So’n schönes zehnjähriges Poloch ist sicher schön eng …“ Im Februar 2012 schreibt er „Dann besaufen wir uns hemmungslos und pissen alles voll. Anschließend laden wir uns einen Stricher ein, vergewaltigen ihn und essen danach seine Leiche auf.“ 2015 wurde Arppe vom Amtsgericht Rostock in erster Instanz zu einer Geldstrafe wegen eines volksverhetzenden Internet-Kommentars gegen Muslime verurteilt (ebd.).

### Politik nach Parteiausschluss
Arppe hält auch nach seinem Parteiausschluss Kontakt zur AfD, speziell zu ehemaligen Kollegen seines Kreisverbandes Rostock und zu völkisch-rechten Strömungen seiner Partei. Er nahm an einem Treffen des völkischen „Flügels“ Ende November 2019 auf Rügen teil. Bei dem Treffen waren neben dem MdB Enrico Komning auch Personen aus dem Umfeld der „Identitären Bewegung“ und der rechtsextremen Prepper-Vereinigung „Nordkreuz“ dabei.